# Ján Mišák
Ján Mišák (* 28. dubna 1972) je bývalý slovenský fotbalista, útočník.

## Fotbalová kariéra
V české lize hrál za SK Sigma Olomouc. Nastoupil v 1 utkání. Ve slovenské lize hrál za FK Dubnica a FC Nitra, nastoupil ve 41 utkáních a dal 5 gólů.

## Ligová bilance
| Ročník                          | Zápasy | Góly | Klub             |
| ------------------------------- | ------ | ---- | ---------------- |
| 1. česká fotbalová liga 1993/94 | 1      | 0    | SK Sigma Olomouc |
| Corgoň liga 1996/97             | 21     | 4    | FK Dubnica       |
| Corgoň liga 1998/99             | 5      | 1    | FK Dubnica       |
| Corgoň liga 1998/99             | 8      | 0    | FC Nitra         |
| Corgoň liga 2001/02             | 3      | 0    | FK Dubnica       |
| CELKEM                          | 42     | 5    |                  |